# Sant Martí de Llampaies
Sant Martí de Llampaies és una església romànica de Saus, Camallera i Llampaies (Alt Empordà) declarada bé cultural d'interès nacional. Està situada dins del petit nucli urbà de la població de Llampaies, en un pujol elevat situat al bell mig del terme, dominant la resta de construccions.

## Descripció
Església d'una sola nau amb absis semicircular i capelles laterals, una d'elles destinada a sagristia. La nau està coberta amb volta apuntada, mentre que l'absis presenta una volta de quart d'esfera i està comunicada amb la nau a través d'un gran arc de mig punt, al damunt del qual s'observa finestra romànica minúscula de doble biaix. Adossades al mur de tramuntana de la nau hi ha una capella, la torre campanar i una construcció semicilíndrica a l'extrem. L'accés a la capella i a la torre des de la nau central es fa a través de dos arcs de mig punt adovellats i les dues estances estan cobertes amb voltes de mig punt de pedra.
El campanar és de planta rectangular, amb grans obertures de mig punt al pis superior i coronat amb una coberta piramidal. Al mur sud hi ha una altra capella, coberta amb volta de canó per aresta i comunicada amb la nau per un arc de mig punt bastit amb maons. Al seu costat hi ha la sagristia, de planta rectangular. El cor, situat als peus del temple, és un afegit posterior i presenta decoració de guix motllurat. De les obertures destaca la finestra de mig punt d'adovellada de l'absis i la rectangular de la capella sud. Tot l'interior de la nau està resseguit per una cornisa incurvada, que es repeteix a l'exterior del temple, damunt la qual fou aixecada l'obra de fortificació. Està bastida amb pedra sense desbastar lligada amb morter i presenta diverses espitlleres, majoritàriament bastides amb dos carreus desbastats als laterals. També presenta alguna obertura més moderna oberta al parament.
La façana principal està orientada a ponent. La portalada forma part d'un cos avançat adossat al parament, cobert amb teulada a un sol vessant. La porta d'accés està formada per dos arcs de mig punt adovellats, l'exterior amb les impostes incurvades. Damunt la porta, al centre de la façana, s'observa una finestra de mig punt. La façana fou sobrealçada al construir la fortificació, de la mateixa manera que la resta del temple.
El conjunt és de pedra, bastit amb aparell regular de carreus ben desbastats, disposats formant filades horitzontals, sobretot al basament. La fortificació és bastida amb paredat, igual que la sagristia i la construcció semicircular de l'extrem nord-est del temple.

## Història
La primera menció referent a l'església és una concòrdia datada entre 1114 i 1146, en la que el bisbe Berenguer Dalmau de Girona es comprometia amb Pere Ponç de Torroella que, mentre no li cedís l'església de Sancti Martini de Lampadias, li lliuraria cada any deu unces d'or de València o un mul que valgués aquesta quantitat. En el Rationes decimarum s'esmenta l'ecclesie de Lampadibus l'any 1279. L'any següent s'anomena com Lampadis i en el cens de l'any 1359 consta que el lloc de Llampaies tenia 15 focs.
L'església també apareix en la relació de temples del Llibre verd de la seu de Girona. En els nomenclàtors de la seu de finals del segle xiv es fa esment de la Ecclesia parrochialis sancti Martini de Lampadibus, dins l'ardiaconat de Girona.